# Organ-on-a-Chip Initiative
Het Organ-on-Chip Initiative (NOCI) is een zwaartekrachtproject van de Nederlandse Organisatie voor Wetenschappelijk Onderzoek dat wordt gefinancierd door het ministerie van Onderwijs, Cultuur en Wetenschap van de Nederlandse regering. Met zwaartekrachtprojecten stimuleert de overheid excellent onderzoek in Nederland. Het programma is bedoeld voor wetenschappelijke consortia die het potentieel hebben om tot de wereldtop in hun vakgebied te behoren. Het programma is een vorm van eerste geldstroom voor onderzoek van de overheid.
Het programma loopt van 1 oktober 2017 tot 30 september 2027 en tot 2023 zijn er bijna zeventig wetenschappelijke artikelen verschenen. Dit betreft onder andere onderzoek naar de darmflora in relatie tot glutenalergie, obesitas en lactose-intolerantie.
Met het Organ-on-a-Chip project (miniorganen op chips) ontwikkelt men een nieuw platform om het effect van medicijnen beter te voorspellen, op basis van een combinatie van menselijke stamcellen en microchips. De orgaanchips zijn ontworpen om nauwkeurig de natuurlijke fysiologie en mechanische krachten na te bootsen die cellen in het menselijk lichaam ervaren. De chips zijn bekleed met levende menselijke cellen waarvan de kleine vloeistofkanalen de bloed- en/of luchtstroom reproduceren net als in het menselijk lichaam.
De Amerikaanse universiteit Massachusetts Institute of Technology (MIT) heeft zelfs een zgn. body-on-a-chip ontwikkeld waarbij cellen van lever, long, darm, baarmoederslijmvlies, brein, hart, alvleesklier, nier, huid en spier zijn gecombineerd. Hiermee kan men de wisselwerking tussen de verschillende organen onderzoeken.
Door het gebruik van orgaanchips hoopt men sneller meer te leren over het ontstaan van ziektes en probeert men de ontdekking van nieuwe medicijnen te versnellen. Ook kan deze techniek gedeeltelijk proefdieronderzoek vervangen.
Nederland wil in 2025 wereldwijd voorop lopen met alternatieven voor proefdieronderzoek en orgaanchips kunnen daarbij een belangrijke rol spelen.